# La Souris métamorphosée en fille
La Souris métamorphosée en fille est la septième fable du livre IX de Jean de La Fontaine situé dans le second recueil des Fables de La Fontaine, édité pour la première fois en 1678.

## Texte de la fable
Une Souris tomba du bec d’un Chat-huant :

Je ne l’eusse pas ramassée ;

Mais un Bramin le fit ; je le crois aisément ;

Chaque pays a sa pensée.

La Souris était fort froissée :

De cette sorte de prochain

Nous nous soucions peu : mais le peuple bramin

Le traite en frère ; ils ont en tête

Que notre âme au sortir d’un Roy

Entre dans un ciron, ou dans telle autre bête

Qu’il plait au sort ; C’est là l’un des points de leur loi.

Pythagore chez eux a puisé ce mystère.

Sur un tel fondement le Bramin crut bien faire

De prier un Sorcier qu’il logeât la Souris

Dans un corps qu’elle eût eu pour hôte au temps jadis.

Le Sorcier en fit une fille

De l’âge de quinze ans, et telle, et si gentille,

Que le fils de Priam pour elle aurait tenté

Plus encor qu’il ne fit pour la grecque beauté.

Le Bramin fut surpris de chose si nouvelle.

Il dit à cet objet si doux :

Vous n’avez qu’à choisir ; car chacun est jaloux

De l’honneur d’être votre époux.

En ce cas je donne, dit-elle,

Ma voix au plus puissant de tous.

Soleil, s’écria lors le Bramin à genoux ;

C’est toi qui seras notre gendre.

Non, dit-il, ce nuage épais

Est plus puissant que moi, puisqu’il cache mes traits ;

Je vous conseille de le prendre.

Eh bien, dit le Bramin au nuage volant,

Es-tu né pour ma fille ? hélas non ; car le vent

Me chasse à son plaisir de contrée en contrée ;

Je n’entreprendrai point sur les droits de Borée.

Le Bramin fâché s’écria :

Ô vent, donc, puisque vent y a,

Viens dans les bras de notre belle.

Il accourait : un mont en chemin l’arrêta.

L’éteuf passant à celui-là,

Il le renvoie, et dit : J’aurais une querelle

Avec le Rat, et l’offenser

Ce serait être fou, lui qui peut me percer.

Au mot de Rat la Damoiselle

Ouvrit l’oreille ; il fut l’époux :

Un Rat ! un Rat ; c’est de ces coups

Qu’amour fait, témoin telle et telle :

Mais ceci soit dit entre nous.

On tient toujours du lieu dont on vient : Cette Fable

Prouve assez bien ce point : mais à la voir de prés,

Quelque peu de sophisme entre parmi ses traits :

Car quel époux n’est point au Soleil préférable

En s’y prenant ainsi ? dirai-je qu’un géant

Est moins fort qu’une puce ? Elle le mord pourtant.

Le Rat devait aussi renvoyer pour bien faire

La belle au chat, le chat au chien,

Le chien au Loup. Par le moyen

De cet argument circulaire

Pilpay jusqu’au Soleil eût enfin remonté ;

Le Soleil eût joui de la jeune beauté.

Revenons s’il ſe peut à la métempsycose :

Le sorcier du Bramin fit sans doute une chose

Qui, loin de la prouver, fait voir sa fausseté.

Je prends droit là dessus contre le Bramin même :

Car il faut selon son système,

Que l’homme, la souris, le ver, enfin chacun

Aille puiser son âme en un trésor commun :

Toutes sont donc de même trempe ;

Mais agissant diversement

Selon l’organe seulement

L’une s’élève, et l’autre rampe.

D’où vient donc que ce corps si bien organisé

Ne put obliger son hôtesse

De s’unir au Soleil, un Rat eut sa tendresse ?

Tout débattu, tout bien pesé,

Les âmes des Souris et les âmes des belles

Sont très différentes entre elles.

Il en faut revenir toujours à son destin,

C’est-à-dire, à la loi par le Ciel établie.

Parlez au diable, employez la magie,

Vous ne détournerez nul être de sa fin.
— Jean de La Fontaine, Fables de La Fontaine, La Souris métamorphosée en fille, texte établi par Jean-Pierre Collinet, Fables, contes et nouvelles, Gallimard, « Bibliothèque de la Pléiade », 1991, p. 359